# دار عديل
دار عديل هو قصر تاريخي داخل المدينة القديمة لفاس في المغرب.

## الموقع
يقع في حي زقاق البغال على بعد مسافة قصيرة جنوبا من شارع طلعة الصغيرة.

## التسمية
تم تسمية القصر على اسم عبد الخالق عديل وهو أحد أصحاب المنزل الأوائل وكان تاجرا غنيا الذي كان أمين (عميد أو القاضي) في فاس أثناء حكم السلطان العلوي مولاي إسماعيل (حكم 1672-1727). أصبح عديل حاكما للمدينة أثناء حكم السلطان مولاي عبد الله (حكم 1729-1734) وكان مسؤولاً عن بناء فندق النجارين.

## التاريخ

### البناء
التاريخ الدقيق لبناء المنزل غير معروف ولكن تم بناؤه في وقت ما في أواخر القرن السابع عشر أو أوائل القرن الثامن عشر.

### خزينة الدولة
أصبح المنزل ملكًا للحكومة بعد وفاة عبد الخالق عديل عام 1747. تم استخدامه كمكتب لخزينة الدولة خلال القرن التاسع عشر من أجل سك النقود المعدنية وجمع الإيرادات من الضرائب غير المباشرة قبل نقلها إلى الخزانة المركزية.:260

### مكتب الفنون
أصبح المنزل عند بداية الحماية الفرنسية على المغرب عام 1912 المقر الإقليمي لخدمة الفنون المستقلة (مكتب الفنون الأصلية) والتي أشرفت على دراسة التراث التاريخي والحفاظ عليه تحت إشراف ألفرد بل في ذلك الوقت. كما استخدم الطابق الأرضي كأول متحف للفنون الأصلية (Musée d'Arts indigènes) قبل نقل هذا الدور إلى متحف دار البطحاء (متحف الفن التاريخي الحالي في فاس) في عام 1915. استمر المنزل في العمل كمكتب لهذه الوكالة تحت مديريها التاليين بروسبر ريكارد ومارسيل فيكاير.

### معهد الموسيقى
أصبح في وقت لاحق المعهد الموسيقي للموسيقى الأندلسية قبل الوقوع في الإهمال في 1980s. تم تجديد المنزل مؤخرًا بالتعاون مع اليونسكو وبتمويل من الحكومة الإيطالية. منذ ذلك الحين استأنف وظيفته كمعهد موسيقي وفي السنوات الأخيرة كان يحتضن فعاليات مهرجان الموسيقى الروحية العالمي في فاس.

## الهندسة المعمارية
يُعد المنزل من أجمل الأمثلة على العمارة المحلية في فاس والتي تم الحفاظ عليها جيدًا مع تشابه معماري مع منازل الفترتين السعديّة والمرينيّة.
يتكون المنزل من طابقين ويتمحور حول فناء رئيسي كالعديد من المنازل المغربية التقليدية. يتم الدخول إليه عبر ممر منحني من الشارع يؤدي مباشرة إلى الفناء. باعتبار الفناء حجر الزاوية في المنزل لأنه مصمم بأناقة وديكور غني وتوجد في وسطه نافورة وحول جوانبها معرض من طابقين. يبرز المعرض بعناصر خشبية وزخارف من الجبص بالإضافة إلى نوافير جدارية مزخرفة بالزليج بين بعض أعمدته.
في كل من الطابق الأرضي والطابق العلوي توجد أربع غرف مرتبة حول الفناء ويمكن الوصول إليها من المعرض.

## معرض الصور

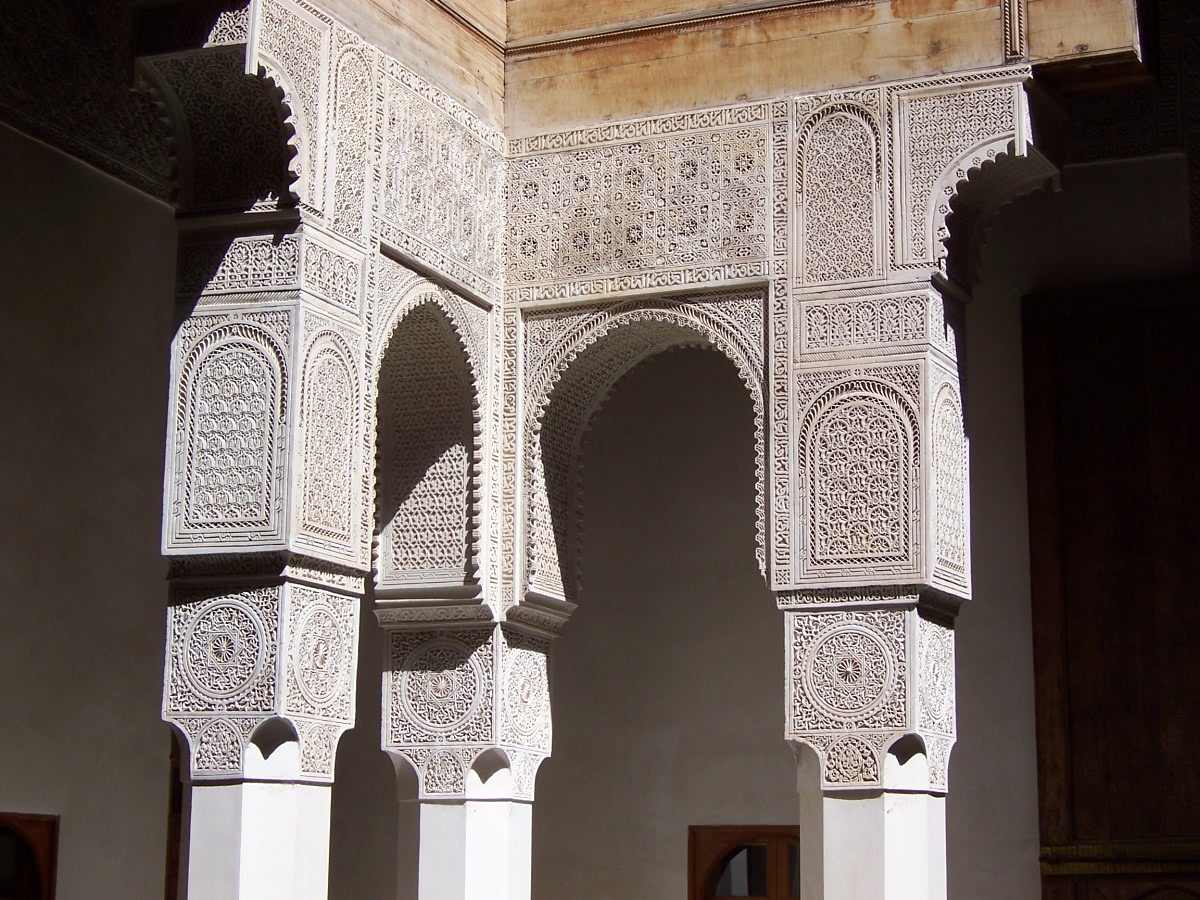
داخل دار عديل
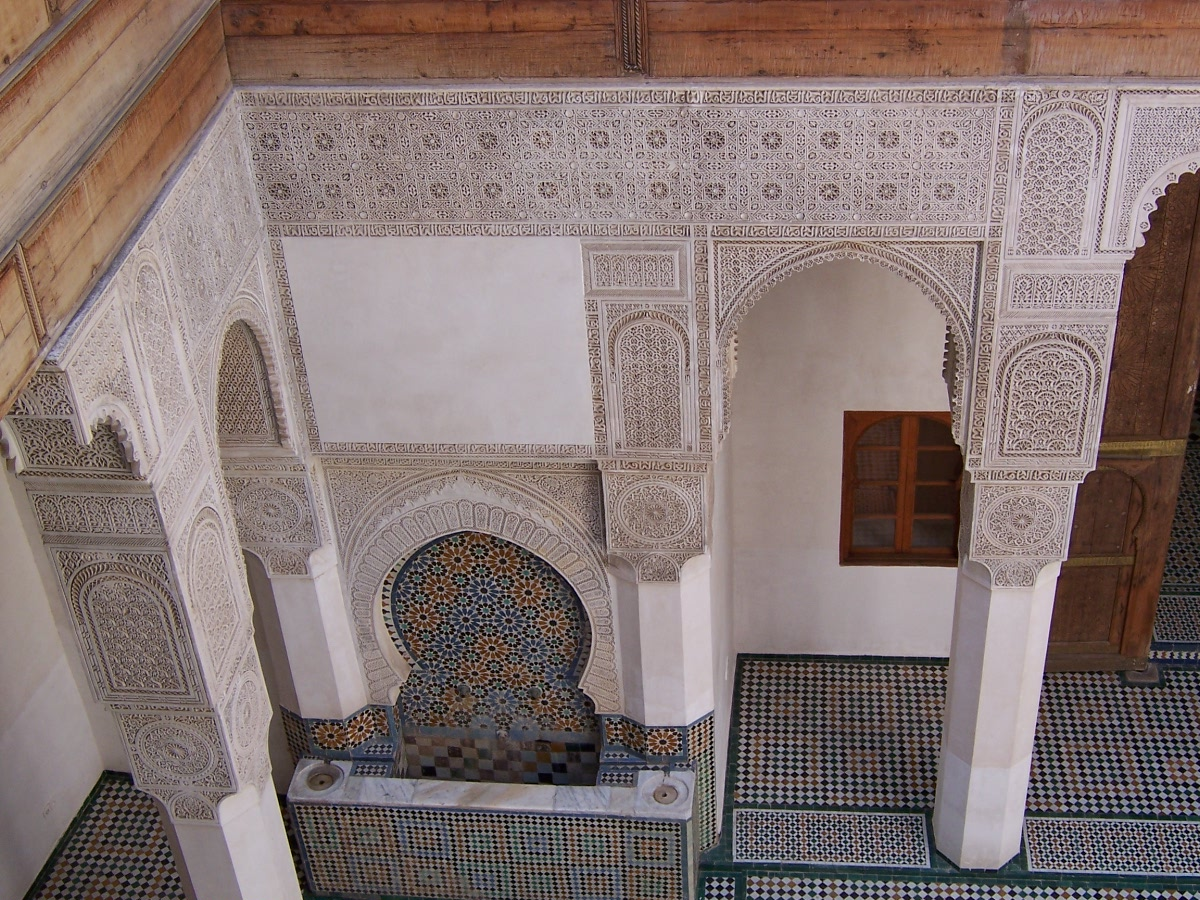
إحدى النوافير الموجودة في رواق فناء المنزل
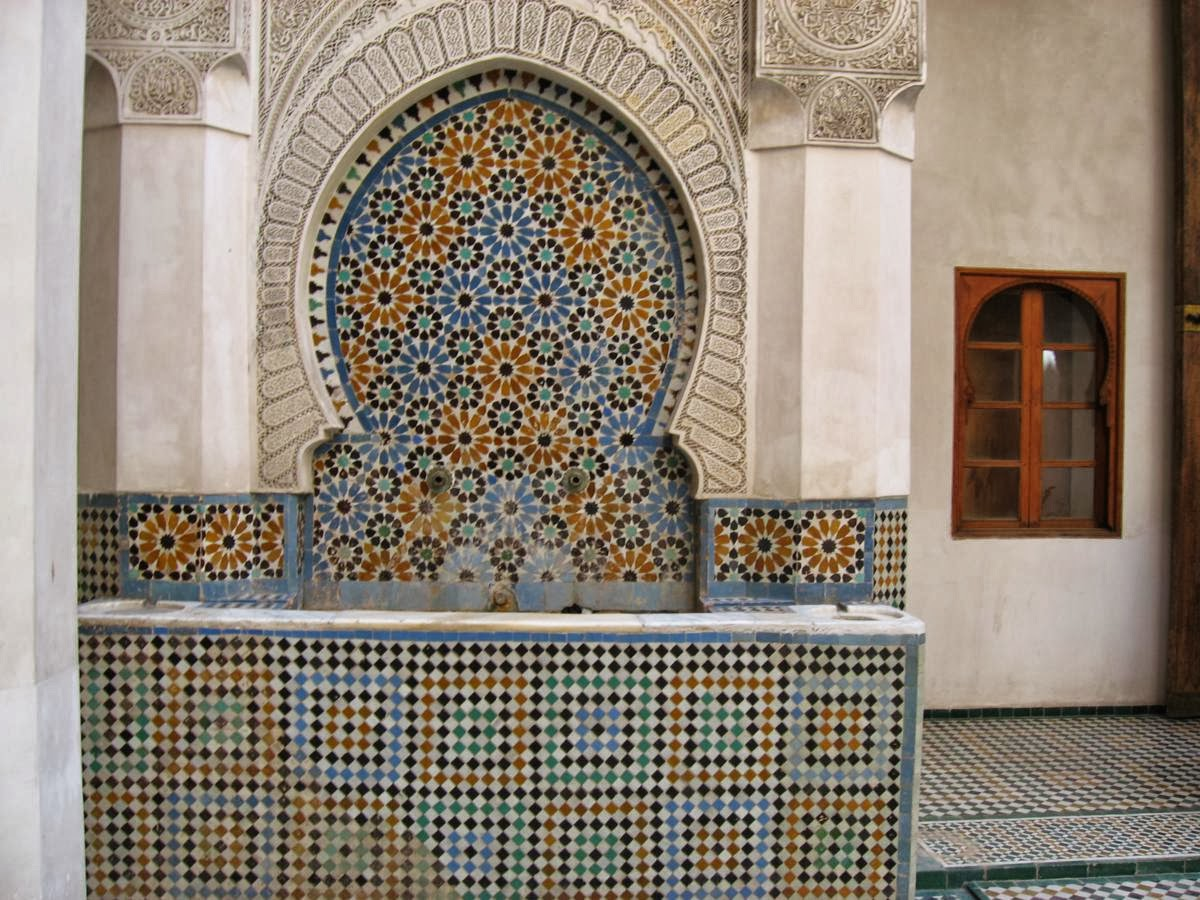
دار عديل في مدينة فاس المغربية